# S-SIM
S-SIM – karta SIM z wbudowaną pamięcią i mikroprocesorem, zaprezentowana przez firmę Samsung Electronics na targach Cartes 2006, które odbyły się w Paryżu. Ma ona wbudowaną pamięć flash typu NAND, pozwalającą na przechowywanie do 1 GB danych. Karta jest kompatybilna ze standardem MultiMedia Card w wersji High-Speed. Oprócz standardowej funkcjonalności związanej z identyfikacją użytkownika w sieciach komórkowych pozwala ona na przechowywanie dużej ilości danych oraz umożliwia uruchomienie dodatkowych usług i aplikacji.
Dzięki technologii SiP (ang. System-in-package) karta, mimo swej dużej pojemności, zachowała standardowy wymiar i jest kompatybilna z każdym telefonem komórkowym.